# MOTSS
MOTSS為英文「Members of the same sex」的縮寫，意為同性別的成員，表示同性戀關係或同性戀伴侶。MOTSS起源於1970年美國人口調查的表格中，

## 中文社會的使用情況

### 臺灣
臺灣最早的MOTSS版設於國立中央大學資管龍貓BBS站台，該站成立於1994年4月，由於受傳統思想影響，臺灣社會當時對同性戀多採取保守態度，版務工作亦相對低調。近年來，年青人對於性別觀念逐漸開放，目前臺灣高中及大學BBS站台上設有「MOTSS」版的情況十分普遍，多為相關學生自行籌立。
其中，臺灣最大BBS批踢踢之相關議題看板有「GAY」、「lesbian」兩看板取代常見之MOTSS板，該站另有「bi-sexual」、「transgender」兩板展現出批踢踢的性別與性向認同之多元性。

### 中國大陸
中國大陸首先設有「MOTSS」版的BBS站台為原中山医科大学的BBS杏林站，设立时间不迟于1998年11月。其间BBS站台因各种原因曾多次关闭和复开。2001年10月BBS杏林站随同其大学被合并，MOTSS版被关闭。2003年6月在合并后的BBS上重新申请开MOTSS版，未获得通过。
在北大一塌糊涂BBS开出酷儿版前，大陆教育网上曾有水木清华，北大新青年设立同志版面。

## 外部連結
- Google 討論區檢索中最早出現「MOTSS」的文章[]

- 酷儿论坛 （页面存档备份，存于）